# Sikorius sikorai
Sikorius sikorai là một loài bọ cánh cứng trong họ Cleridae. Loài này được Kuwert miêu tả khoa học năm 1893.